# Voyager of the Seas
O Voyager of the Seas é um navio de passageiros operado pela Royal Caribbean International e construído pela Kvӕrner Masa-Yards em Turku, Finlândia. É a primeira embarcação da Classe Voyager de cruzeiros, sendo seguido pelo Explorer of the Seas, Adventure of the Seas, Navigator of the Seas e Mariner of the Seas.